# Helen DeWitt
Helen DeWitt, född 1957 i Takoma Park i Maryland, är en amerikansk författare. DeWitt växte upp i olika latinamerikanska länder som diplomatbarn. DeWitt flyttade sedan till Europa för klassiska studier vid Lady Margaret Hall vid Oxfords universitet, därefter fortsatte hon med doktorandstudier vid Brasenose College, hon disputerade 1987 på en avhandling där hon undersökte undersökte begreppet anständighet i antik litteraturkritik. DeWitt är mest känd för sin debutroman Den siste samurajen som kom ut år 2000.